# Rue Ronsard
La rue Ronsard est une voie située dans le quartier de Clignancourt du 18e arrondissement de Paris, en France.

## Situation et accès
La rue Ronsard est desservie par la ligne 4 à la station Château Rouge.

## Origine du nom

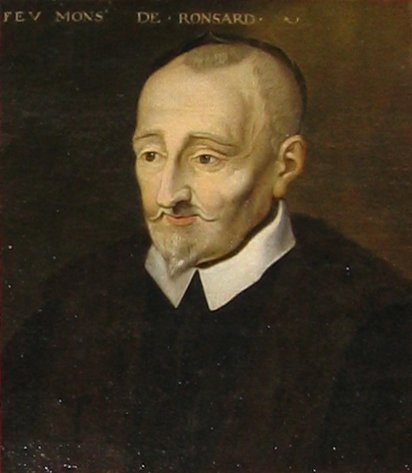
Pierre de Ronsard.

La rue rend honneur à Pierre de Ronsard (1524-1585), poète français du XVIe siècle.

## Historique
Ouverte par décret du 11 août 1867, cette voie prend son nom actuel par un décret du 10 février 1875.

## Bâtiments remarquables et lieux de mémoire
- La rue longe la Halle Saint-Pierre ainsi que le bas du square Louise-Michel où se situe, parallèlement, l'allée de l'Île-des-Pins.